# Rhodostrophia alexandraria
Rhodostrophia alexandraria là một loài bướm đêm trong họ Geometridae.